# Materiile întunecate (serial)
Materiile întunecate (în engleză His Dark Materials) este un serial britanic de televiziune fantastic creat de Philip Pullman și difuzat de la 3 noiembrie 2019 pe BBC One, iar a doua zi pe HBO. Este o adaptare a trilogiei de romane cu același nume de Philip Pullman. Serialul este produs de New Line Cinema, împreună cu Jane Tranter și Julie Gardner, de la compania de producție Bad Wolf, pentru BBC One. HBO este responsabil de co-producerea serialului și de asigurarea difuzării sale americane, precum și a distribuției sale internaționale.

## Sinopsis
Crescuți în austerul și înfundat Jordan College din Oxford, Lyra Belacqua și daimonul ei (o expresie a sufletului uman în afara corpului, care capătă un aspect animal), învață din întâmplare despre existența Prafului. Este o particulă ciudată pe care Magisteriul (aripa înarmată a unei Biserici atotputernice și radicalizate) o consideră rodul păcatului originar. Cercetătorii au observat într-adevăr că acest Praf este mai puțin atras de inocența copiilor decât de experiența adulților. Savanți susținuți de Biserică încep experimente terifiante folosind copii răpiți în toată Anglia și trimiși în tărâmurile înghețate ale Nordului Îndepărtat. Lyra se lansează în urmărirea acestor răpitori de copii, care l-au capturat în special pe cel mai bun prieten al ei, Roger. În călătoria ei, ea se încrucișează cu aventurieri, urși blindați și vrăjitoare. De asemenea, va învăța să folosească aletiometrul, un cititor de adevăr, și va descoperi secretele universului, precum și forțele care se unesc în jurul propriei sale existențe și al destinului ei excepțional.

## Personaje și distribuție
- Dafne Keen ca Lyra Belacqua / Lyra Silvertongue, o fată care a crescut la Jordan College.
- Ruth Wilson în rolul Marisei Coulter, o exploratoare și o figură puternică din Magisterium, și mama Lyrei.
- Anne-Marie Duff în rolul lui Maggie „Ma” Costa, o țigancă care anterior a avut grijă de Lyra. (sezonul 1)
- Clarke Peters ca maestru al Colegiului Jordan. (sezonul 1)
- James Cosmo în rolul lui Farder Coram, un gypt în vârstă și fostul iubit al Serafinei. (sezonul 1)
- Ariyon Bakare ca Lord Carlo Boreal, o figură autoritară a Magisteriului care traversează două lumi. În lumea lui Will, el este cunoscut sub numele de Sir Charles Latrom. (sezoanele 1-2)
- Will Keen în rolul părintelui Hugh MacPhail, un oficial al Magisteriului.
- Lucian Msamati în rolul lui John Faa, stăpânul gitanilor occidentali. (sezonul 1)
- Gary Lewis ca Thorold, asistentul lui Asriel. (sezoanele 1-2)
- Lewin Lloyd în rolul lui Roger Parslow, un băiat de bucătărie și cel mai bun prieten al Lyrei. (sezonul 1; invitat: sezonul 2)
- Daniel Frogson ca Tony Costa, fiul cel mare al lui Ma Costa. (sezonul 1)
- James McAvoy ca Lord Asriel Belacqua, un savant și explorator și tatăl Lyrei. (sezonul 1; invitat: sezonul 2)
- Georgina Campbell ca Adele Starminster, un reporter. (sezonul 1)
- Lin-Manuel Miranda în rolul lui Lee Scoresby, un aeronaut.
- Ruta Gedmintas în rolul Serafinei Pekkala, o vrăjitoare care este Regina vrăjitoarelor de la Lacul Enera și fosta iubită a lui Coram.
- Lia Williams în rolul Dr. Cooper, un om de știință al Magisterului care operează în Bolvangar. (sezonul 1)
- Amir Wilson în rolul lui Will Parry, un elev de liceu din Oxford, al cărui tată a dispărut în urmă cu treisprezece ani.
- Nina Sosanya ca Elaine Parry, mama bolnavă a lui Will.
- Jade Anouka în rolul Rutei Skadi, o regină vrăjitoare letonă și fosta iubită a Lordului Asriel. (sezonul 2-prezent)
- Sean Gilder în rolul părintelui Graves, un oficial al Magisteriului. (sezonul 2-prezent)
- Simone Kirby în rolul Dr. Mary Malone, un fizician din lumea lui Will. (sezonul 2-prezent)
- Andrew Scott în rolul colonelului John Parry, un marinar și explorator și tatăl lui Will. În lumea Lyrei, el este cunoscut sub numele de Stanislaus Grumman. (sezonul 2-prezent; invitat: sezonul 1)
- Terence Stamp ca Giacomo Paradisi, deținătorul Cuțitului Subtil care locuiește în Cittàgazze. (sezonul 2)